# ريتشارد وينتورث
ريتشارد وينتورث (بالإنجليزية: Richard Wentworth)‏ هو نحات ومصور بريطاني، ولد في 1947 في ساموا.